# Pandanus biliranensis
Pandanus biliranensis är en enhjärtbladig växtart som beskrevs av Elmer Drew Merrill. Pandanus biliranensis ingår i släktet Pandanus och familjen Pandanaceae. Inga underarter finns listade.